# Пайсту (волость)
Па́йсту (ест. Paistu vald) — волость в Естонії, одиниця самоврядування в повіті Вільяндімаа з 19 грудня 1991 до 5 листопада 2013 року.

## Географічні дані
Площа волості — 129 км2, чисельність населення на 1 січня 2013 року становила 1411 осіб.

## Населені пункти
Адміністративний центр — село Пайсту.
На території волості розташовувалися 16 сіл (küla):
Айду (Aidu), Війзукюла (Viisuküla), Гендрікумийза (Hendrikumõisa), Голстре (Holstre), Інтсу (Intsu), Кассі (Kassi), Лолу (Lolu), Лооді (Loodi), Луйґа (Luiga), Мустапалі (Mustapali), Пайсту (Paistu), Пірмасту (Pirmastu), Пуллерітсу (Pulleritsu), Ребазе (Rebase), Султсі (Sultsi), Тємбі (Tömbi).

## Історія
19 грудня 1991 року Пайстуська сільська рада була перетворена у волость зі статусом самоврядування.
27 червня 2013 року Уряд Естонії постановою № 108 затвердив утворення нової адміністративної одиниці — волості Вільянді — шляхом об'єднання територій чотирьох волостей: Пайсту, Пярсті, Саарепееді та Війратсі. Зміни в адміністративно-територіальному устрої, відповідно до постанови, набрали чинності 5 листопада 2013 року. Волость Пайсту вилучена з «Переліку адміністративних одиниць на території Естонії».